# A-1 HKL 2013./14.
A-1 hrvatska košarkaška liga je najviši rang hrvatskog košarkaškog prvenstva u sezoni 2013./14. u kojem sudjeluje trinaest klubova. Samo natjecanje ima se odvija kroz tri faze - (A-1 ligu, Ligu za prvaka i Ligu za ostanak, doigravanje za prvaka). Prvak je prvi put postala momčad Cedevita iz Zagreba.

## Sudionici
- VROS Darda - Darda
- Križevci - Križevci
- Kvarner 2010 - Rijeka
- Alkar - Sinj
- Slavonski Brod - Slavonski Brod
- Split - Split
- Jolly Jadranska banka - Šibenik
- Šibenik - Šibenik
- Zabok - Zabok
- Zadar - Zadar *
- Cedevita - Zagreb *
- Cibona - Zagreb *
- Zagreb - Zagreb

* ne sudjeluju u prvom dijelu lige, sudionici ABA lige

## Ljestvice i rezultati

### A-1 liga
| mj  | klub           | ut | pob | por | koš+ | koš- | bod | 2. dio sezone   |
| --- | -------------- | -- | --- | --- | ---- | ---- | --- | --------------- |
| 1.  | Zagreb         | 18 | 13  | 5   | 1479 | 1344 | 31  | Liga za prvaka  |
| 2.  | Šibenik        | 18 | 12  | 6   | 1465 | 1416 | 30  | Liga za prvaka  |
| 3.  | Kvarner 2010   | 18 | 12  | 6   | 1382 | 1264 | 30  | Liga za prvaka  |
| 4.  | Alkar          | 18 | 12  | 6   | 1430 | 1309 | 30  | Liga za prvaka  |
| 5.  | Jolly JB       | 18 | 11  | 7   | 1399 | 1322 | 29  | Liga za prvaka  |
| 6.  | Zabok          | 18 | 11  | 7   | 1440 | 1294 | 29  | Liga za ostanak |
| 7.  | Split          | 18 | 9   | 9   | 1465 | 1536 | 27  | Liga za ostanak |
| 8.  | VROS Darda     | 18 | 4   | 14  | 1302 | 1421 | 22  | Liga za ostanak |
| 9.  | Križevci       | 18 | 4   | 14  | 1370 | 1610 | 22  | Liga za ostanak |
| 10. | Slavonski Brod | 18 | 2   | 16  | 1287 | 1503 | 20  | Liga za ostanak |

### Liga za prvaka
| mj | klub                  | ut | pob | por | koš+ | koš- | bod |             |
| -- | --------------------- | -- | --- | --- | ---- | ---- | --- | ----------- |
| 1. | Cedevita              | 14 | 13  | 1   | 1252 | 1014 | 27  | doigravanje |
| 2. | Cibona                | 14 | 12  | 2   | 1219 | 1025 | 26  | doigravanje |
| 3. | Zadar                 | 14 | 10  | 4   | 1168 | 1024 | 24  | doigravanje |
| 4. | Jolly Jadranska banka | 14 | 5   | 9   | 1010 | 1091 | 19  | doigravanje |
| 5. | Alkar                 | 14 | 5   | 9   | 1019 | 1130 | 19  |             |
| 6. | Zagreb                | 14 | 4   | 10  | 1106 | 1205 | 18  |             |
| 7. | Kvarner 2010          | 14 | 4   | 10  | 962  | 1098 | 18  |             |
| 8. | Šibenik               | 14 | 3   | 11  | 983  | 1132 | 17  |             |

### Liga za ostanak
| mj.      | klub           | Poredak za Ligu za ostanak (uključivo i rezultate iz A-1 lige Ožujsko) | Poredak za Ligu za ostanak (uključivo i rezultate iz A-1 lige Ožujsko) | Poredak za Ligu za ostanak (uključivo i rezultate iz A-1 lige Ožujsko) | Poredak za Ligu za ostanak (uključivo i rezultate iz A-1 lige Ožujsko) | Poredak za Ligu za ostanak (uključivo i rezultate iz A-1 lige Ožujsko) | Poredak za Ligu za ostanak (uključivo i rezultate iz A-1 lige Ožujsko) |    | Omjer u Ligi za ostanak | Omjer u Ligi za ostanak | Omjer u Ligi za ostanak | Omjer u Ligi za ostanak | Omjer u Ligi za ostanak |  |
| mj.      | klub           | ut                                                                     | pob                                                                    | por                                                                    | koš+                                                                   | koš-                                                                   | bod                                                                    | ut | pob                     | por                     | koš+                    | koš-                    |                         |  |
| -------- | -------------- | ---------------------------------------------------------------------- | ---------------------------------------------------------------------- | ---------------------------------------------------------------------- | ---------------------------------------------------------------------- | ---------------------------------------------------------------------- | ---------------------------------------------------------------------- | -- | ----------------------- | ----------------------- | ----------------------- | ----------------------- | ----------------------- |  |
| 1. (9.)  | Zabok          | 16                                                                     | 12                                                                     | 4                                                                      | 1353                                                                   | 1143                                                                   | 28                                                                     | 8  | 5                       | 3                       | 674                     | 614                     |                         |  |
| 2. (10.) | Split          | 16                                                                     | 9                                                                      | 7                                                                      | 1338                                                                   | 1331                                                                   | 25                                                                     | 8  | 3                       | 5                       | 657                     | 679                     |                         |  |
| 3. (11.) | Križevci       | 16                                                                     | 8                                                                      | 8                                                                      | 1261                                                                   | 1343                                                                   | 24.                                                                    | 8  | 5                       | 3                       | 661                     | 657                     |                         |  |
| 4. (12.) | VROS Darda     | 16                                                                     | 7                                                                      | 9                                                                      | 1255                                                                   | 1246                                                                   | 23                                                                     | 8  | 4                       | 4                       | 640                     | 630                     |                         |  |
| 5. (13.) | Slavonski Brod | 16                                                                     | 4                                                                      | 12                                                                     | 1203                                                                   | 1347                                                                   | 20                                                                     | 8  | 3                       | 5                       | 639                     | 692                     | kvalifikacije           |  |

### Doigravanje
| klub1                                         | pob-por       | klub2                 | rezultati           |
| poluzavršnica                                 | poluzavršnica | poluzavršnica         | poluzavršnica       |
| --------------------------------------------- | ------------- | --------------------- | ------------------- |
| Cedevita                                      | 2-0           | Jolly Jadranska banka | 77:53, 75:54        |
| Cibona                                        | 2-0           | Zadar                 | 87:81, 90:86        |
|                                               |               |                       |                     |
| za prvaka                                     |               |                       |                     |
| Cedevita                                      | 3-0           | Cibona                | 84:76, 69:61, 87:76 |
|                                               |               |                       |                     |
| rezultat podebljan - domaća utakmica za klub1 |               |                       |                     |

## Klubovi u međunarodnim natjecanjima
- EuroCup
  - Cedevita, Zagreb
  - Cibona, Zagreb
- ABA liga
  - Zadar, Zadar
  - Cedevita, Zagreb
  - Cibona, Zagreb

## Poveznice
- A-2 Hrvatska košarkaška liga 2013./14.
- C Hrvatska košarkaška liga 2013./14.
- Kup Krešimira Ćosića 2013./14.
- ABA liga 2013./14.